# Kobayashi Kōji (Unternehmer)
Kobayashi Kōji (japanisch 小林 宏治; geboren 17. Februar 1907 in Ōtsuki (Präfektur Yamanashi); gestorben 30. November 1996) war ein japanischer Unternehmer, Chef der Elektronikfirma NEC.

## Leben und Wirken
Kobayashi Kōji machte 1929 seinen Studienabschluss an der Universität Tōkyō. Anschließend begann er für die Elektronik-Firma NEC zu arbeiten. 1964 wurde er Präsident der Firma, 1976 Aufsichtsratsvorsitzender und 1988 Ehrenpräsident. Kobayashi entwickelte 1937 neuartige Telefonverbindungen zwischen Japan und der Mandschurei. Er entwickelte auch Wege für die praktische Anwendung von Multiplexträgerkabel-Kommunikationsausrüstungen und für Relay-Verbindungen für das Fernsehen. Bereits 1977 startete Kobayashi unter dem Schlagwort „C & C-Strategie“ (Computer & Communication), die NEC in einer der größten und fortschrittlichsten Unternehmen auf diesem Gebiete machte.
Kobayashi wurde vielfach im In- und Ausland ausgezeichnet, so 1984 mit der „IEEE Founders Award“. Er leitete eine Reihe von Fördergesellschaften, darunter die „Gesellschaft zur Unterstützung der Universität der Vereinten Nationen“ (国連大学協力会, Kokuren daigaku kyōryoku-kai). Zu seinen Publikationen gehören „Management der Qualitätsverbesserung“ (クオリティ指向の経営, Kuoriti shikō no keiei) und „Aufgaben des Managements in den 1970er Jahren“ (70年代の経営課題, 70-nendai no keiei kadai).
Die IEEE verleiht seit 1986 die „IEEE Koji Kobayashi Computers and Communications Award“. U. a. wurden die österreichischen Informatiker Gottfried Ungerböck und Rüdiger Urbanke mit diesem Preis ausgezeichnet.